# Grand Combin de Valsorey
Grand Combin de Valsorey – drugi najwyższy szczyt w masywie Grand Combin w Alpach Pennińskich. Leży Szwajcarii w kantonie Valais, niedaleko granicy z Włochami. Sąsiaduje z Grand Combin de Grafeneire. 